# Chio
Chio – międzynarodowa marka słonych przekąsek, której właścicielem jest niemiecka grupa Intersnack z siedzibą w Düsseldorfie.
Marka Chio powstała w latach 60. XX wieku we Frankenthal. Nazwa powstała poprzez złożenie pierwszych liter imion i nazwisk Carlo, Heinza (synów) i Irmgard (matki) von Opel. Irmgard była wnuczką Adama Opla, założyciela przedsiębiorstwa produkującego samochody – Opel.
W sierpniu 2013 wśród produktów marki Chio znajdowały się rozmaite chipsy, dipy, popcorn, chrupki i inne.

## Chio w Polsce
Koncern w Polsce posiadał dwie spółki zależne - Intersnack Poland Sp. z o.o., produkującą głównie orzeszki marki Felix oraz Polsnack Sp. z o.o. produkującą przekąski pod marką Chio. W 2006 roku firma Polsnack została sprzedana konkurencyjnemu koncernowi spożywczemu, Lorenz Bahlsen Snack-World w ramach wymiany filii obu globalnych przedsiębiorstw. Intersnack zwiększył swój udział na rynku francuskim. W związku z przejęciem firmy i zakładu produkcyjnego Polsnack, LBSW uzyskał prawa do używania marki Chio w Polsce. Doprowadziło to jednakże do niemal całkowitego jej wycofania, a oferta na polskim rynku została początkowo ograniczona do chipsów a'la tortilla i dipów do nich (nachos).
25.06.2015 sieć sklepów Biedronka z okazji 20-lecia istnienia firmy wyprodukowała 3 rodzaje chipsów w dawnych opakowaniach: paprykowe, śmietanka z cebulą i chrupki Taccos. Wraz z zakończeniem okresu promocyjnego chipsy Chio ponownie opuściły półki sklepów w Polsce.